# Lysandra anglica
Lysandra anglica är en fjärilsart som beskrevs av Charles Oberthür 1910. Lysandra anglica ingår i släktet Lysandra och familjen juvelvingar. Inga underarter finns listade i Catalogue of Life.